# 德国战场
《德国战场》，是1987年發行的回合制战略游戏，由Personal Software Services開發及發行，可在Amstrad CPC、ZX Spectrum與康懋達64平台游玩。該作為戰略戰爭游戏（Strategic Wargames）系列第8作，以冷战为背景，围绕北约和华约在欧洲的虚构战争展开。该作所获评价褒贬不一，评论者称赞游戏有难度，对游戏画面观点两极分化，批评游戏新意不足。

## 设定与玩法

游戏截图，红色单位代表华约部队，蓝色单位代表北约部队。

该作为回合制战略游戏，背景为虚构的1989年北约—华约冲突。玩家可以选择指挥北约或华约部队，并依所选阵营从不同区域开始游玩；如果选择北约，玩家将从西欧国家（法国、西德、丹麦）开始游戏；而如果玩家选择华约，游戏将从东欧开始。游戏屏幕上会显示两张地图：中间是战术大地图；右上角是战略小地图。战术地图由六边形网格构成，显示双方单位和地形；每个网格至多可堆叠四个单位。
游戏中有七种单位，例如步兵、装甲部队、空降兵等，各单位均有自己的能力值，包括战斗力、疲劳度、效率、补给和移动点数等；玩家选定网格后，可在在右下角查看网格上所有单位的数据。在游戏过程中，双方都可以选择请求空中支援来攻击敌方部队。如果一方使用空中支援，另一方将收到空袭即将来临的警告，并可选择撤退与否。根据玩家选择的阵营，主要目标也会有所不同。如果选择北约，主要目标在美国援军到达前拖住苏联军队。如果选择华约，目标则是摧毁所有北约部队。

## 回响
《Your Sinclair》的理查德·布莱恩（Richard Blaine）称赞游戏画面「精彩」；《Sinclair User》的加里·鲁克（Gary Rook）称赞游戏画面水平「一流」，是他当时见过的「最耐看」的战争游戏之一；《Computer Gamer》的马克·里德（Mark Reed）称赞《德国战场》画面比《欧洲戏剧》「更加细腻」。《撞击》的菲利帕·欧文（Philippa Irving）批评游戏画面单调「沉闷」，但视觉效果「足够清晰」。《电脑与电子游戏》的评论者批评游戏画面太小、视觉理解性差，让人「完全无法玩下去」。
《ZX電腦》（ZX Computing）的评论者称赞该作有难度，适合擅长战争类游戏的玩家；布莱恩亦认为游戏玩法「硬核」，受众是高级玩家。欧文对游戏的的性价比和可玩性有所不满，认为对一款很可能不喜欢的游戏，12.95英镑「太贵了」。里德也批评游戏原创性不足、ZX Spectrum版游戏无说明手册。